# Victoria Mayer (pallavolista)
Victoria Mayer (Santa Fe, 19 giugno 2001) è una pallavolista argentina, palleggiatrice del Mulhouse.

## Carriera

### Club
La carriera di Victoria Mayer inizia nelle giovanili del Santa Fe. Nella stagione 2018 viene ingaggiata dal San Jorge, nella Liga Femenina de Voleibol Argentino, dove resta anche nell'annata successiva, vestendo la maglia del Gimnasia La Plata.
Nella stagione 2019-20 si trasferisce in Brasile al Flamengo, militante in Superliga Série A, mentre per la stagione successiva è nella Serie A1 italiana, per difendere i colori del Chieri '76. Per il campionato 2021-22 si accasa al Saint-Cloud Paris SF, impegnato nella Ligue A francese: nel marzo 2022, al termine dell'annata del club transalpino, viene ingaggiata dalla UYBA, facendo quindi ritorno in Serie A1 per il finale di stagione e ottemperando all'assenza per infortunio di entrambe le palleggiatrici del club bustocco.
Nell'annata 2022-23 è nuovamente in Francia, questa volta al Mulhouse, sempre nella massima divisione, con cui si aggiudica la Supercoppa francese 2022.

### Nazionale
Fa parte della nazionale Under-18 argentina nel 2017, aggiudicandosi la medaglia d'argento alla Final Four Cup e venendo premiata come miglior palleggiatrice del torneo, e di quella Under-20 dal 2017 al 2019, conquistando la medaglia d'argento alla Coppa panamericana 2017, alla Final Four Cup 2018, dove viene premiata come miglior palleggiatrice, e al campionato sudamericano 2018, dove viene premiata sia come miglior palleggiatrice che come MVP.
Ottiene le prime convocazioni nella nazionale argentina nel 2018, vincendo un anno dopo la medaglia di bronzo ai XVIII Giochi panamericani. Nel 2021 partecipa ai Giochi della XXXII Olimpiade di Tokyo e si aggiudica la medaglia di bronzo al campionato sudamericano. In seguito, nel 2023, mette al collo l'oro alla Coppa panamericana e l'argento al campionato sudamericano, mentre nel 2024 bissa l'oro alla Coppa panamericana.

## Palmarès

### Club
- Supercoppa francese: 1

2022

### Nazionale (competizioni minori)
- Coppa panamericana under 20 2017
- Final Four Cup under 18 2017
- Final Four Cup under 20 2018
- Campionato sudamericano under 20 2018
- Giochi panamericani 2019
- Coppa panamericana 2023
- Coppa panamericana 2024

### Premi individuali
- 2017 - Final Four Cup under 18: Miglior palleggiatrice
- 2018 - Final Four Cup under 20: Miglior palleggiatrice
- 2018 - Campionato sudamericano under 20: MVP
- 2018 - Campionato sudamericano under 20: Miglior palleggiatrice
- 2019 - XVIII Giochi panamericani: Miglior palleggiatrice